# James Henry Pullen
James Henry Pullen (n. Londres, Reino Unido, 1835-1916), también conocido como el Genio del asilo Earlswood, era un autista savant británico, posiblemente sufrió de afasia.

## Infancia
Pullen nació en Dalston, Londres en 1835, y vivió en Peckham, al sur de Londres. Tanto él como su hermano William eran considerados como sordos (presumiblemente no era, de hecho, sordo), mudos y tuvieron discapacidades de desarrollo. A la edad de 7 años Pullen había aprendido una sola palabra, madre, que pronunciaba mal. De niño, comenzó a tallar pequeñas naves de leña y hacer dibujos de ellas. Pullen fue confinado primero en Essex Salón, de Colchester.

## Earlswood
A la edad de 15 años, en 1850, fue llevado al entonces nuevo asilo Earlswood (más tarde llamado Royal Earlswood Hospital). El relato contemporáneo dice que Pullen no pudo dar respuestas a través del habla, pero podía comunicarse a través de gestos. Podía leer los labios y gestos, pero nunca aprendió a leer ni escribir más allá de una sola sílaba. El hermano de Pullen, William, más tarde le siguió hasta el asilo. Un buen pintor, murió a la edad de 35 años.
El asilo Earlswood trató de enseñar a sus pacientes una serie de artesanías para que puedan mantenerse a sí mismos y al asilo. Pullen continuó sus artesanías y se convirtió en un carpintero dotado y ebanista. El trabajaba en el taller durante el día y dibujaba por las noches. La mayoría de los dibujos eran de los pasillos del asilo y los enmarca a sí mismo. Si Pullen no podía encontrar la herramienta adecuada, la haría él mismo. Además, fabricaba artículos prácticos, tales como los marcos de las cama, por las necesidades del asilo.